# Andrew Claude de la Cherois Crommelin
Andrew Claude de la Cherois Crommelin, född 6 februari 1865, Cushendun, County Antrim, Irland, död 20 september 1939,  var en brittisk astronom. Tillsammans med Philip Herbert Cowell utförde han undersökningar av Halleys komet vid dess passage 1910.

## Biografi
Crommelin utbildades i England vid Marlborough College och Trinity College, Cambridge. Efter en stavningsundervisning vid Lancing College fick han fast anställning vid Royal Greenwich Observatory 1891. Han invaldes i Royal Astronomical Society 1888 och var dess president 1929-1931. År 1895 gick han med i British Astronomical Association och var ordförande 1904-1906 och ledde dess kometsektion 1898-1901 och 1907-1938.

## Vetenskapligt arbete
År 1910 fick Crommelin och Philip Herbert Cowell fick tillsammans Prix Jules Janssen av Société astronomique de France för sina studier av Halleys komet. För detta arbete mottog de också Lindemannpriset av Astronomische Gesellschaft i Tyskland.
År 1914 publicerade Crommelin en introduktionsbok om astronomi, "The Star World".
Som expert på kometer, visade han med sina beräkning av banor av tidigare identifierade kometen Pons 1818 II, kometen Coggia-Winnecke 1873 VII och kometen Forbes 1928 III 1929, att dessa var en och samma periodiska komet. År 1948 hedrades han postumt när kometen döptes om efter honom (i modern nomenklatur, betecknas den 27P/Crommelin). År 1937 gav Crommelin och Mary Proctor gemensamt ut en bok med titeln "Comets: Their Nature, Origin, and Place in the Science of Astronomy".
Crommelin deltog i flera solförmörkelseexpeditioner, åren 1896, 1900 och 1905. Vid solförmörkelsen 1919 reste han till Sobral, i Brasilien, och mätte storleken av ljusets avböjning orsakad av solens gravitation. Resultaten från dessa observationer var avgörande för att bekräfta den allmänna relativitetsteorin, som Albert Einstein hade lagt fram 1916.

### Utmärkelser och hedersbetygelser
Namngivna efter Crommelin är
- komet 27P/Crommelin
- Crommelin (månkrater)
- Crommelin (Marskrater)
- Asteroid 1899 Crommelin[22]